# Lanval
Lanval es uno de los Lais de María de Francia. Escrito en lengua anglo-normanda, cuenta la historia de Lanval, un caballero de la corte del rey Arturo al que este no tiene en cuenta. Lanval es cortejado por una hada, que le concede todo tipo de presentes, y posteriormente rechaza las insinuaciones amorosas de la reina Guinevere. La trama se complica por la promesa de Lanval de no revelar la identidad de su amante, la cual rompe cuando Guinevere le acusa de "no sentir deseo por las mujeres". Guinevere acusa a Lanval con Arturo de avergonzarla, y Arturo, en una prolongada escena de juicio, le exige a Lanval que revele la identidad de su amante. A pesar de que la promesa había sido quebrada, finalmente aparece el hada amante para dar cuenta de la verdad de los dichos de Lanval, y llevarlo con ella a Avalon. El cuento era popular, y fue adaptado al idioma inglés con el título de Sir Landevale, Sir Launfal, y Sir Lambewell.

## Trama
Lanval, un caballero de la corte del rey Arturo, es envidiado por "su valor, su generosidad, su belleza, y su valor", no es invitado al banquete en el cual el rey distribuye reconocimientos, y se deprime. Cierto día Lanval cabalga hasta un prado y se recuesta junto a un arroyo. Aparecen dos doncellas que le guían hasta una tienda para que conozca a su dama, que está enamorada de él. Inmediatamente Lanval se siente hechizado por la belleza de la dama (cuyo nombre no se dice) y se hacen amantes. Ella le dice que le proveerá fortuna tal que, "cuanto más dinero gaste, más oro y plata tendrá," y que ella vendrá a él cada vez que él lo solicite, con la única condición de que a nadie le hable de su existencia. 
Lanval regresa a su hogar y recibe riquezas, y ellos continúan viéndose. Luego de cierto tiempo Gawain invita a Lanval a unirse a los caballeros. La reina (Guinevere) le realiza insinuaciones amorosas a Lanval, las cuales rechaza, y la reina le acusa de ser homosexual. Lanval protesta y le dice que tiene una amante, cuyas doncellas son más bellas que la reina, con lo cual rompe la promesa que le había hecho al hada su amante de mantener el secreto sobre su relación, a la vez que difama a la reina.
La reina se queja a Arturo de que Lanval le ha requerido amores, y, al negarse ella, Lanval le ha dicho que de todas formas él está enamorado de una mujer mucho más hermosa. Arturo decide que Lanval debe ser juzgado. Se decide que si se encuentra a la dama de Lanval, será cierto que él no intentó seducir a la reina. Lanval llama a su dama, pero ella no aparece. Lanval se pone muy triste y deprimido ya que extraña a su amante y desea que ella se presente y demuestre que la promesa que se hicieran era verdadera. Si bien numerosos barones y caballeros le creen a Lanval, ellos no quieren oponerse al rey y por lo tanto aceptan el llamado a juicio. En este punto Lanval queda solo librado a su suerte, sólo Sir Gawain todavía permanece a su lado. Llega el día del juicio y primero llegan las doncellas de su amante, luego el hada. Por su hermosura y su pedido, Lanval es puesto en libertad, se sube a grupa al caballo de su dama y parten hacia Avalon.

## Forma
La historia está escrita en coplas de ocho sílabas, la forma estándar de verso narrativo francés. Lanval está relacionado con otros dos lais anónimos: Graelent y Guingamor. Con Graelent comparte la estructura argumental que involucra a un hada amante cuya identidad no debe ser revelada si se desea tener su amor.

## Contexto histórico
Lanval es uno de la colección de 12 lais de Maria de Francia, y el único explícitamente ambientado en la corte de Arturo con referencia a la Mesa Redonda y la isla de Avalon (si bien el lai Chevrefoil también puede ser considerado relacionado con la tradición arturiana). Fue compuesto después los escritos de Geoffrey de Monmouth sobre el Rey Arturo en Historia de los Reyes de Bretaña (ca. 1136) y de Avalon en Vida de Merlin (ca. 1150). Un lai es una narración lírica  escrita en coplas octosilabas que a menudo trata sobre aventuras y romances. En su mayoría los lais fueron compuestos en Francia y Alemania, durante los siglos XIII y XIV.
En los lais de Maria a pesar de la atmósfera de cuento de hadas todos los personajes son seres humanos normales, excepto por Lanval en el cual se presenta el personaje del "hada amante" inmortal. Aunque ella no sea "especialmente sobrenatural" en sus gestos y capacidades. Sin embargo, evidentemente ella es de Otro Mundo y con el poder de otorgarle la vida eterna a su amante. Al final Lanval es rescatado del juicio de Arturo por su amante, lo cual va en contra de los roles de género tradicionales del caballero de armadura resplandeciente y la dama en apuros, Lanval monta a grupa en el caballo de su amante y parten hacia Avalon.
Habiendo compuesto Lanval hacia 1170-1215, Maria escribe por la época del III Concilio de Letrán 1179, el cual indicaba la excomunión de aquellos culpables de sodomía. Ello es en línea con la tradición derivada de una lectura sesgada de la Biblia que los inocentes en  Sodoma y Gomorra fueron matados en la misma medida que los culpables por homosexualidad, aunque dice que Dios solo mató a los impíos. Por lo tanto la homosexualidad se convirtió en un pecado no solo contra uno mismo, como otros pecados de índole sexual, pero un peligro para todos los que están cerca de la persona. En Francia era castigable con la horca. La única forma de demostrar sexualidad adecuada era tener una amante que fuera conocida, y por lo tanto la abstinencia o no condenar el pecado se interpretaba como un signo de culpabilidad. Lanval, al expresar que no quería traicionar al rey estaba insinuando que la reina se estaba comportado en forma traicionera. Cuando la reina declara que Lanval es homosexual, lo ataca  ya que todos estaban amenazados de dicho pecado, según la creencia popular.